# 宋建成
宋建成，台灣圖書館行政工作者、教師，曾任國家圖書館副館長（簡任第11職等），兼輔仁大學副教授，並曾在淡江大學兼任副教授，2009年7月退休。
宋建成是台南二中畢業生。1972年以《清代圖書事業發展史》論文在台北市中國文化學院（現中國文化大學）史學研究所取得碩士學位。長年在國立中央圖書館和改名后的國家圖書館工作。擔任國立中央圖書館編輯時，調升國立中央圖書館台灣分館（前台灣省立台北圖書館）組主任，后回任國立中央圖書館組主任。
1997年10月30日，時任國立中央圖書館館長曾濟群退休，宋建成以閱覽組主任首次接任代理館長。1999年4月10日莊芳榮館長上任，他才轉任新設的副館長一職。他是國家圖書館首位副館長，同時是改現名后首位代理館長。
王文陸館長2007年9月1日調任教育部督學後，宋建成2度接任代理館長，直到同年9月17日黃寬重館長上任。黃寬重館長在2008年5月20日台灣第2次政黨輪替時請辭，宋建成3度接任代理館長，直到同年8月1日顧敏館長上任為止。

## 外部連結
- 輔仁大學圖書資訊學系師資網頁

| 前任： 曾濟群 | 國家圖書館代理館長 1997年—1999年 | 繼任： 莊芳榮 |
| 前任： 王文陸 | 國家圖書館代理館長 2007年        | 繼任： 黃寬重 |
| 前任： 黃寬重 | 國家圖書館代理館長 2008年        | 繼任： 顧敏   |
| 前任： 首任   | 國家圖書館副館長 1999年－2009年  | 繼任： 吳英美 |